# Ballet mécanique
Ballet mécanique è un film del pittore Fernand Léger del 1924, considerato il migliore esempio pervenutoci di cinema cubista.

## Trama
Il film non ha trama, è composto da una serie di immagini di personaggi, oggetti, ombre e luci. All'inizio si vede uno Charlot composto da ritagli geometrici che prende vita e annuncia che: "Charlot présente le Ballet Mécanique".
Il "balletto" di oggetti animati e inanimati è spesso composto dalla stessa inquadratura ripetuta, montata ritmicamente con altre, magari ribaltata come in uno specchio o con la parte alta in basso e viceversa, creando tutte le possibili visioni e generando un movimento illusorio di cose in realtà immobili.
Una donna sorride dondolando sull'altalena; bottiglie, un cappello; un sorriso enigmatico si dischiude; ruote, pendoli, di nuovo l'altalena (ribaltata) e uno specchio convesso che oscilla verso la telecamera, mostrando l'operatore; un pendolo mostrato attraverso specchi come in un caleidoscopio; altri riflessi nel caleidoscopio; forme geometriche bianche su sfondo nero; occhi che si aprono e si chiudono, anche rovesciati; una testa maschile appare nel caleidoscopio; lo stampo per un budino, che nel caleidoscopio sembra un fiore; un pappagallo; forme geometriche, numeri, bottiglie; dettagli di un volto umano; pendolo; una trottola nel caleidoscopio; sorriso; ruota, piatti, disco, scivolo; piedi in marcia; auto che passa sopra la telecamera; giostre; la silhouette di un uomo nello scivolo; figure geometriche, pistoni e stantuffi; trottola, fruste da cucina che ruotano come se ballassero; macchine industriali in movimento; primo piano di occhi femminili che si aprono e chiudono; donna che sale le scale con un sacco sulle spalle (ripetuta molte volte); sorriso enigmatico; zeri, parole ("on a volé un collier de perles de 5 millions"); occhio; ciambella che ruota; parole e numeri; Il volto femminile mostrato interamente mentre ruota; un pupazzo che si avvicina e si allontana; cerchio; il volto della donna nel caleidoscopio che è sorridente, poi triste, poi mostra dei dettagli attraverso dei fori di una lastra scura, passando da serio, a triste, a felice; oggetti in movimento; paioli in fila; installazione geometrica; sfera; gambe di manichino; palline che dondolano; cappello e scarpa; volto che cambia espressione, volto che ruota, volto mostrato in inquadrature con angoli diversi; bottiglie.
Infine torna Charlot fatto coi pezzi di carta geometrici, che si muovono e il film termina con la ragazza dell'altalena che annusa calmamente un fiore sorridendo.

## Caratteristiche
Il film fu una delle prime opere concepite come "multimediale", nel senso che era prevista durante l'esecuzione del film una performance musicale con pianole meccaniche e anche alcuni pianisti umani. L'effetto della musica d'avanguardia, suonata dalle macchine automaticamente, amplificava il significato delle immagini sullo schermo.
Come la pittura cubista si andava liberandosi dall'obbligo di rappresentare verosimilmente un modello, così nel cinema si cercava di creare un'opera visiva priva del vincolo di raccontare per forza una storia.
Il risultato è una sorta di balletto, appunto, dove le ripetizioni, i ralenti e le accelerazioni evidenziano alcuni soggetti che, per quanto privi di importanza nella vita comune, assumono un rilievo nuovo inconsueto: ad esempio la donna che sale le scale, mostrata una dozzina di volte, diventa una sorta di azione epica, come una fatica eterna paragonabile a episodi mitologici come quello di Sisifo.
Gli oggetti in movimento creano una sorta di sinfonia, aiutati dall'originale musica d'avanguardia di George Antheil appositamente composta, con un ritmo continuamente spezzato.
Dettagli di un primo piano, come gli occhi che si aprono e chiudono, o un sorriso che si dischiude prendono una connotazione sinistra e meccanica, mentre gli oggetti inanimati sembrano prendere vita. L'enorme primo piano ricorrente dell'occhio poi diventa l'inquadratura-manifesto, che simboleggia tutta l'attenzione alla vista, al nuovo modo di guardare, degli artisti d'avanguardia e che sarà ulteriormente sviluppato nel celebre taglio dell'occhio del film surrealista Un chien andalou.